# Sylwia Jaśkowiec
Sylwia Jaśkowiec (Myślenice, 1. ožujka 1986.) je poljska skijaška trkačica, trostruko sudionik Olimpijskih igara (Vancouver 2010., Soči 2014., Pyeongchang 2018.). 
Osvojila je brončanu medalja na Svjetskome prvenstvu 2015. godine u Falunu (štafeta sprint, zajedno s Justynom Kowalczyk).